# Paso de Pache
Paso de Pache también conocido como Paso Pache, es una localidad uruguaya, del departamento de Canelones, y forma parte del municipio de Santa Lucía .

## Ubicación
La localidad se encuentra situada en la zona noroeste del departamento de Canelones, próximo al cruce de la ruta 81 y el antiguo trazado de la ruta 5. Dista a 15 km de la ciudad de Canelones y 13 km de la ciudad de Santa Lucía.

## Generalidades
El centro urbano ubicado en el area de las rutas 63,81 y la ruta 5 vieja toma su  nombre de la zona que lo rodea, y del antiguo paso de la ruta 5 sobre el río Santa Lucía, que se encuentra ubicado 6 km al norte. Históricamente, se encuentra en una zona lechera y ganadera, pero en años recientes se ha incrementado la producción de verduras y hortalizas, siendo una zona de gran producción de ajos, cebollas, zapallos y boniatos.  

## Población
Según el censo de 2011, la localidad cuenta con una población de 147 habitantes.
| -             | - | - | - | 177 | 147 |
| (Fuente: INE) |   |   |   |     |     |